# Ceratomia polingi
Ceratomia polingi är en fjärilsart som beskrevs av Clark 1929. Ceratomia polingi ingår i släktet Ceratomia och familjen svärmare. Inga underarter finns listade i Catalogue of Life.